# Koromani
Koromani is een plaats in de gemeente Barban in de Kroatische provincie Istrië. De plaats telt 64 inwoners (2001).